# سوراخ پاره‌ای جمجمه
سوراخ پاره‌ای (انگلیسی: Foramen lacerum) بین رأس خاره‌ای استخوان گیجگاهی در عقب و تنه و بال بزرگ استخوان پروانه‌ای در جلو قرار گرفته است. کف این حفره توسط یک لایه غضروفی لیفی اشغال می‌گردد. این لایه غضروفی توسط عصب ویدین یا بالی و یک شاخه مننژینال (از شریان خلفی صعودی) سوراخ می‌شود. از قسمت فوقانی سوراخ سرخرگ سبات درونی (شریان کاروتید داخلی) همراه با شبکه سمپاتیکی دور آن عبور می‌کند.
حد و مرزی برای این سوراخ وجود ندارد و در ایجاد آن چند استخوان شرکت می‌کند ولی چون کاملاً با هم جفت نمی‌شوند این سوراخ تشکیل می‌شود. بخش خارجی خلفی سوراخ پاره‌ای توسط رأس خاره‌ای (پتروس) ساخته می‌شود.